# Elmstead
Elmstead – wieś i civil parish w Anglii, w hrabstwie Essex, w dystrykcie Tendring. W 2011 roku civil parish liczyła 1855 mieszkańców. Elmstead jest wspomniana w Domesday Book (1086) jako Almesteda/Elmesteda.